# William Hunter (cầu thủ bóng đá, sinh năm 1888)
William Hunter (sinh ngày 1888, ngày mất không rõ) là một cầu thủ bóng đá người Anh. Ông thường thi đấu ở vị trí tiền đạo. Ông sinh ra ở Sunderland, thi đấu cho Manchester United, Sunderland West End, Liverpool, Sunderland, Wingate Albion, Airdrieonians, South Shields, Barnsley, Clapton Orient, và Lincoln City.
Khi thi đấu ở Airdrieonians, Hunter có một trận chơi cho Scottish League XI.